# La Couture (Vendée)
La Couture település Franciaországban, Vendée megyében. Lakosainak száma 229 fő (2022. január 1.). La Couture La Bretonnière-la-Claye, Mareuil-sur-Lay-Dissais, Péault és Rosnay községekkel határos.

## Népesség
A település népességének változása:
| Lakosok száma | 215  | 214  | 219  | 218  | 220  | 224  | 225  | 227  | 229  |
|               | 2013 | 2015 | 2016 | 2017 | 2018 | 2019 | 2020 | 2021 | 2022 |